# Sainte-Marguerite-sur-Duclair
Sainte-Marguerite-sur-Duclair és un municipi francès situat al departament del Sena Marítim i a la regió de Normandia. L'any 2007 tenia 1.641 habitants.

## Demografia

### Població
El 2007 la població de fet de Sainte-Marguerite-sur-Duclair era de 1.641 persones. Hi havia 583 famílies de les quals 100 eren unipersonals (44 homes vivint sols i 56 dones vivint soles), 193 parelles sense fills, 278 parelles amb fills i 12 famílies monoparentals amb fills.
La població ha evolucionat segons el següent gràfic:
Habitants censats

### Habitatges
El 2007 hi havia 618 habitatges, 592 eren l'habitatge principal de la família, 7 eren segones residències i 19 estaven desocupats. 599 eren cases i 15 eren apartaments. Dels 592 habitatges principals, 491 estaven ocupats pels seus propietaris, 96 estaven llogats i ocupats pels llogaters i 5 estaven cedits a títol gratuït; 20 tenien dues cambres, 66 en tenien tres, 157 en tenien quatre i 348 en tenien cinc o més. 472 habitatges disposaven pel capbaix d'una plaça de pàrquing. A 223 habitatges hi havia un automòbil i a 333 n'hi havia dos o més.

### Piràmide de població
La piràmide de població per edats i sexe el 2009 era:
| Homes | Edats   | Dones |
| ----- | ------- | ----- |
| 0     | 95 o +  | 0     |
| 0     | 90 a 94 | 0     |
| 4     | 85 a 89 | 4     |
| 4     | 80 a 84 | 8     |
| 8     | 75 a 79 | 20    |
| 28    | 70 a 74 | 20    |
| 20    | 65 a 69 | 24    |
| 40    | 60 a 64 | 16    |
| 36    | 55 a 59 | 36    |
| 44    | 50 a 54 | 64    |
| 48    | 45 a 49 | 60    |
| 84    | 40 a 44 | 68    |
| 76    | 35 a 39 | 60    |
| 64    | 30 a 34 | 56    |
| 44    | 25 a 29 | 56    |
| 60    | 20 a 24 | 16    |
| 64    | 15 a 19 | 68    |
| 60    | 10 a 14 | 60    |
| 60    | 5 a 9   | 48    |
| 52    | 0 a 4   | 40    |

## Economia
El 2007 la població en edat de treballar era de 1.113 persones, 820 eren actives i 293 eren inactives. De les 820 persones actives 749 estaven ocupades (419 homes i 330 dones) i 71 estaven aturades (27 homes i 44 dones). De les 293 persones inactives 94 estaven jubilades, 94 estaven estudiant i 105 estaven classificades com a «altres inactius».

### Ingressos
El 2009 a Sainte-Marguerite-sur-Duclair hi havia 659 unitats fiscals que integraven 1.823,5 persones, la mediana anual d'ingressos fiscals per persona era de 19.130 €.

### Activitats econòmiques
Dels 35 establiments que hi havia el 2007, 1 era d'una empresa extractiva, 1 d'una empresa alimentària, 3 d'empreses de fabricació d'altres productes industrials, 11 d'empreses de construcció, 6 d'empreses de comerç i reparació d'automòbils, 1 d'una empresa de transport, 1 d'una empresa d'hostatgeria i restauració, 1 d'una empresa financera, 1 d'una empresa immobiliària, 2 d'empreses de serveis, 3 d'entitats de l'administració pública i 4 d'empreses classificades com a «altres activitats de serveis».
Dels 13 establiments de servei als particulars que hi havia el 2009, 3 eren tallers de reparació d'automòbils i de material agrícola, 1 guixaire pintor, 1 fusteria, 2 lampisteries, 4 electricistes i 2 perruqueries.
L'únic establiment comercial que hi havia el 2009 era una fleca.
L'any 2000 a Sainte-Marguerite-sur-Duclair hi havia 26 explotacions agrícoles que ocupaven un total de 520 hectàrees.

## Equipaments sanitaris i escolars
L'únic equipament sanitari que hi havia el 2009 era una farmàcia.
El 2009 hi havia 1 escola maternal i 1 escola elemental.

## Poblacions més properes
El següent diagrama mostra les poblacions més properes.